# Sachverständiger zur Förderung einer demokratischen und gerechten internationalen Ordnung
Die Stelle des Sachverständigen zur Förderung einer demokratischen und gerechten internationalen Ordnung (englisch Expert on the promotion of a democratic and equitable international order) wurde geschaffen, da eine demokratische und gerechte internationale Ordnung die Voraussetzung zur Verwirklichung der Menschenrechte ist und alle Menschen darauf einen Anspruch haben.

## Das UN-Mandat
Der UN-Menschenrechtsrat schuf diese Stelle am 13. Oktober 2011 mittels einer Resolution, in welcher auch der Auftrag definiert wurde. Dieses UN-Mandat ist auf drei Jahre befristet und wird regelmäßig verlängert. Die letzte Verlängerung des Mandates erfolgte am 5. Oktober 2017.
Der Sachverständige ist kein Mitarbeiter der Vereinten Nationen, sondern wird von den UN mit einem Mandat beauftragt und dazu erließ der UN-Menschenrechtsrat einen Verhaltenskodex. Der unabhängige Status des Mandatsträgers ist für die unparteiische Wahrnehmung seiner Aufgaben entscheidend. Die Amtszeit eines Mandats ist auf maximal sechs Jahre begrenzt.
Er erstellt thematische Studien und erarbeitet Leitlinien zur Verbesserung der Menschenrechte. Der Sachverständige macht auf Einladung von Staaten Länderbesuche und kann in beratender Funktion Empfehlungen abgeben. Er prüft Mitteilungen und unterbreitet den Staaten Vorschläge, wie sie allfällige Missstände beheben können. Er macht auch Anschlussverfahren in welchen er die Umsetzung der Empfehlungen prüft. Dazu erstellt er Jahresberichte zuhanden des UN-Menschenrechtsrat.

## Amtsinhaber
- 2012–2018 Alfred-Maurice de Zayas  Vereinigte Staaten
- 2018–2024 Livingstone Sewanyana  Uganda
- seit 2024 George Katrougalos  Griechenland

## Veröffentlichungen (Auswahl)
- Cecilia Bailliet, George Katrougalos, Morris Tidball-Binz, Margaret Satterthwaite, Irene Khan, Surya Deva, Farida Shaheed, Gina Romero, Mary Lawlor, Alice Edwards, UN-Arbeitsgruppe gegen willkürliche Inhaftierungen, UN-Arbeitsgruppe gegen gewaltsames und unfreiwilliges Verschwindenlassen: Bangladesh: UN experts call for immediate end to violent crackdown and full accountability for human rights violations. 25. Juli 2024 (englisch).
- Farida Shaheed, Cecilia M. Bailliet, Alexandra Xanthaki, Balakrishnan Rajagopal, Irene Khan, Michael Fakhri, Gina Romero, Mary Lawlor, Reem Alsalem, George Katrougalos, UN-Arbeitsgruppe zur Diskriminierung von Frauen und Mädchen, UN-Arbeitsgruppe betreffend Multinationale Unternehmen und andere Wirtschaftsunternehmen in Bezug auf Menschenrechte, Ben Saul: USA: Free speech on campus needs to be protected, not attacked, say experts. 25. Juli 2024 (englisch).
- Michael Fakhri, Balakrishnan Rajagopal, Tlaleng Mofokeng, Francesca Albanese, Pedro Arrojo-Agudo, Paula Gaviria Betancur, George Katrougalos, Working Group of Experts on People of African Descent: UN experts declare famine has spread throughout Gaza strip. 9. Juli 2024 (englisch).
- George Katrougalos: Bolivia: More international support urged to bolster democracy. 28. Juni 2024 (englisch).
- Alice Jill Edwards, Morris Tidball-Binz, Tomoya Obokata, Michael Fakhri, Nicolas Levrat, Cecilia M. Bailliet, Farida Shaheed, Alexandra Xanthaki, David R. Boyd, Livingstone Sewanyana, Marcos A. Orellana, Ben Saul, Claudia Mahler, Paula Gaviria Betancur, Margaret Satterthwaite, Working group on discrimination against women and girls, Fabián Salvioli, Reem Alsalem, Pedro Arrojo-Agudo, Working Group on enforced or involuntary disappearances, Ashwini K. P., Working Group of Experts on People of African Descent, Working Group on arbitrary detention, Siobhán Mullally, Heba Hagrass: UN experts urge international community to step up efforts to forge peace between Russia and Ukraine. 23. Februar 2024 (englisch).

## Websites
- Webpräsenz des Sachverständigen (französisch)
- Webpräsenz des Sachverständigen (englisch)